# Рудницький Анатолій Партенович
Анатолій Партенович Рудницький (нар. 15 серпня 1965, с. Підзамочок Бучацький район Тернопільська область) — український художник.

## Життєпис
Закінчив художню школу в м. Бучач (1980), училище декоративно-прикладного мистецтва в м. Вижниця Чернівецької області (1984, нині коледж), Львівський інститут прикладного і декоративного мистецтва (1988, нині Львівська національна академія мистецтв).
Проживає в Бучачі.
Творчу діяльність розпочав 1997 року в Бучацькому краєзнавчому музеї.
Працює у галузі станкового живопису (пейзаж, натюрморт).
Учасник колективних мистецьких виставок у містах Львів (2003), Київ (2006); персональних — у містах Бучач (1999, 2001, 2004), Тернопіль (НСХУ, 2004; ТОХМ, 2006, 2009, 2016), Суха-Бескидська (2005, Польща), Портсмут (2006, Велика Британія).
Твори Анатолія Рудницького зберігають у музеях і приватних колекціях в Україні, Великій Британії, Німеччині, Польщі, США, Узбекистані, РФ; диптих «Біложовтень» (2003) — у Тернопільському обласному художньому музеї.